# Hacienda La Torre
La Hacienda La Torre fue una hacienda colonial situada en el valle de Elqui, en el Reino de Chile, en un área que corresponde a la actual localidad de Pisco Elqui, en la comuna de Paihuano, Chile. Se especula que correspondería a la «primera pisquera de América», o la «pisquera más antigua del mundo» (una «pisquera» es un establecimiento dedicado a la producción de pisco).
El propietario de la hacienda fue el militar y gobernador Pedro Cortés y Mendoza, posterior a su deceso (1717) el nuevo propietario fue el capitán Marcelino Rodríguez Guerrero, destacado empresario y dirigente en el Corregimiento de Coquimbo, durante el primer tercio del siglo XVIII. Rodríguez Guerrero era viticultor, es decir, se dedicó al cultivo de viñas y a la elaboración de vinos en sus diversas propiedades.
Se plantea que en la hacienda La Torre se elaboró pisco entre los años 1727 y 1733, bajo la administración del mismo Marcelino Rodríguez Guerrero. En esta hacienda se cultivó una viña de 11.000 plantas, en sus bodegas tenían lagares, 50 tinajas para elaborar y conservar vinos, y contaba con equipamiento de cobre para destilar aguardiente, tales como fondos, pailas y cañones.
Tras el fallecimiento de Marcelino Rodríguez Guerrero, ocurrido en 1733, se levantó un inventario de bienes en la hacienda La Torre, en el cual se registraron, además de otros productos, «tres botijas de Pisco»; el cual ha sido considerado como el registro más antiguo del uso de la palabra «pisco» para denominar al aguardiente de uva, en Chile y Perú.
La existencia y ubicación de la hacienda La Torre fue obtenida tras una larga investigación efectuada por un equipo multidisciplinario de profesionales, que se extendió por cerca de 10 años, sostenida mediante 3 proyectos Fondecyt, sumado al apoyo de la Asociación de Productores de Pisco.